# Гайнц Вольфф
Гайнц Вольфф (нім. Heinz Wolff; 13 березня 1918, Ельберфельд — ?) — німецький офіцер-підводник, капітан-лейтенант крігсмаріне.

## Біографія
3 квітня 1937 року вступив на флот. З червня 1940 року — командир корабля в 13-й флотилії форпостенботів. В червні-жовтні 1942 року пройшов курс підводника. З жовтня 1942 року — 1-й вахтовий офіцер на підводному човні U-437. В серпні-жовтні 1943 року пройшов курс командира човна. З 9 листопада 1943 року — командир U-974. 18 квітня 1944 року вийшов у свій перший похід. Наступного дня U-974 був потоплений у фіорді біля Ругаланна (59°08′ пн. ш. 05°23′ сх. д.) торпедами норвезького підводного човна «Ула». 42 члени екіпажу загинули, 8 (включаючи Вольффа) були врятовані. З 20 квітня по 15 листопада 1944 року — командир U-985, на якому здійснив 2 походи (разом 65 днів у морі). З листопада 1944 року служив в 1-му навчальному дивізіоні підводних човнів. З 6 січня по березень 1945 року перебував на будівництві U-3534.

## Звання
- Кандидат в офіцери (3 квітня 1937)
- Морський кадет (21 вересня 1937)
- Фенріх-цур-зее (1 травня 1938)
- Оберфенріх-цур-зее (1 липня 1939)
- Лейтенант-цур-зее (1 серпня 1939)
- Оберлейтенант-цур-зее (1 вересня 1941)
- Капітан-лейтенант (1 липня 1944)